# ラサールロジポート投資法人
ラサールロジポート投資法人（-とうしほうじん）は、東京都千代田区に本部を置く投資法人。東証上場（J-REIT）。

## 概要
ラサール・インベストメント・マネージメントがスポンサーの物流施設特化型REITであり、資産運用会社は「ラサールREITアドバイザーズ株式会社」である。
2016年に4番目の物流リートとして上場。不動産ファンドブームの象徴的存在であったラサールがJ-REITのスポンサーになるのは、2010年にラサール ジャパン投資法人のスポンサーから撤退して以来である。ラサールは、2005年9月に東証に上場したイーアセット投資法人を、2007年に運用会社を買収しJ-REIT市場に参入。同時に、私募ファンドで運用していた商業施設を576億円でイーアセット投資法人に組み入れ、イーアセット投資法人の運用資産総額を約1200億円と一気に2倍近くに引き上げた。また、条件が整えば、上海などにあるラサールの運用物件をイーアセット投資法人に組み入れることを検討していた。2008年1月に商号をラサール ジャパン投資法人に変更。その後、リーマンショックの影響を受け、ラサールジャパン投資法人は運用困難に陥り、2010年2月に上場廃止、2010年3月に日本リテールファンド投資法人に吸収合併され消滅した。
ラサールが開発した「ロジポート」ブランドの物流施設を組み入れている。物流適地に所在する大規模・高機能な物流施設であり「プライム・ロジスティクス」（先進的物流施設）に重点投資し、エリアは重点投資地域は東京エリアと大阪エリアで80%以上としている。
物流特化型リートとしては、日本ロジスティクスファンド投資法人、GLP投資法人、日本プロロジスリート投資法人に次ぐ4番目の上場であった。

## 沿革
- 2015年10月9日 - 本投資法人の設立
- 2015年10月27日 - 投信法第187条に基づく登録（登録番号　関東財務局長　第107号）
- 2016年2月17日 - 東京証券取引所に上場[3]

## ポートフォリオ
2020年12月31日時点で、保有物件数18物件、取得価格合計3,178億円である。
- 保有物件 - ロジポート尼崎

## その他の物流REIT
- 日本ロジスティクスファンド投資法人
- GLP投資法人
- 日本プロロジスリート投資法人
- 三井不動産ロジスティクスパーク投資法人
- 三菱地所物流リート投資法人
- 伊藤忠アドバンス・ロジスティクス投資法人
- CREロジスティクスファンド投資法人
- SOSiLA物流リート投資法人